# IC 2357
IC 2357 је појединачна звијезда у сазвјежђу Рак која се налази на листи објеката дубоког неба у Индекс каталогу.
Деклинација објекта је + 19° 30' 31" а ректасцензија 8h 25m 4,6s.